# مضادات الملاريا

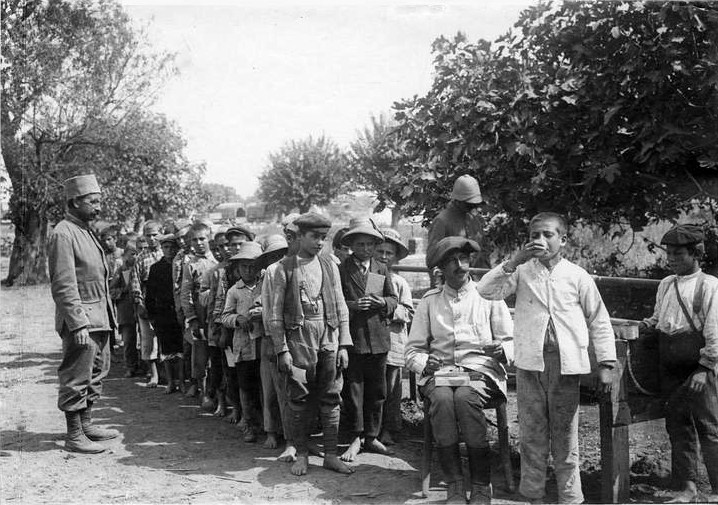

الأدوية المضادة للملاريا أو مضادات الملاريا هي نوع من العوامل الكيميائية المضادة للطفيليات، غالبًا ما تكون مشتقة بشكل طبيعي، والتي يمكن استخدامها لعلاج الملاريا أو الوقاية منها، وفي الحالة الأخيرة، غالبًا ما تستهدف مجموعتين مستهدفتين معرضتين للإصابة، الأطفال الصغار والنساء الحوامل. اعتبارًا من عام 2018، استمرت العلاجات الحديثة، بما في ذلك الملاريا الحادة، في الاعتماد على العلاجات المشتقة تاريخيًا من الكينين والأرتيسونات، وكلاهما من الأدوية الوريدية (القابلة للحقن)، والتوسع من هناك إلى العديد من فئات الأدوية الحديثة المتاحة. من المتوقع أن يظل معدل الإصابة بالمرض وتوزيعه («عبء الملاريا») مرتفعًا على الصعيد العالمي لسنوات عديدة قادمة؛ علاوة على ذلك، لوحظ مرارًا وتكرارًا أن الأدوية المعروفة المضادة للملاريا تثير مقاومة طفيلي الملاريا - بما في ذلك العلاجات المركبة التي تحتوي على مادة الأرتيميسينين، وهو عقار الملاذ الأخير، حيث لوحظت المقاومة الآن في جنوب شرق آسيا. على هذا النحو، فإن الحاجة إلى عوامل جديدة مضادة للملاريا واستراتيجيات جديدة للعلاج (على سبيل المثال، العلاجات المركبة الجديدة) تظل أولويات مهمة في طب المناطق الحارة. كذلك، على الرغم من النتائج الإيجابية للغاية للعديد من العلاجات الحديثة، يمكن أن تؤثر الآثار الجانبية الخطيرة على بعض الأفراد الذين يتناولون جرعات قياسية (على سبيل المثال، اعتلال الشبكية بالكلوروكين، وفقر الدم الانحلالي الحاد مع التافينوكوين).
على وجه التحديد، يمكن استخدام العقاقير المضادة للملاريا لعلاج الملاريا في ثلاث فئات من الأفراد:
- المصابين بعدوى مشتبه بها أو مؤكدة.
- أولئك الذين يزورون المناطق الموبوءة بالملاريا والذين ليس لديهم مناعة، لمنع العدوى عن طريق الوقاية من الملاريا.
- أو في مجموعات أوسع من الأفراد، في علاج وقائي روتيني ولكن متقطع في المناطق التي تتوطن فيها الملاريا عن طريق العلاج الوقائي المتقطع. غالبًا ما تعتمد الممارسة في علاج حالات الملاريا على مفهوم العلاج المركب (على سبيل المثال، استخدام عوامل مثل أرتيميثير ولوميفانترين ضد عدوى المتصورة المنجلية المقاومة للكلوروكين)، لأن هذا يوفر مزايا بما في ذلك تقليل مخاطر فشل العلاج، وتقليل مخاطر المقاومة المتقدمة، فضلاً عن إمكانية تقليل الآثار الجانبية. يوصى بالتأكيد الفوري للطفيليات عن طريق الفحص المجهري، أو بدلاً من ذلك عن طريق اختبارات التشخيص السريع، في جميع المرضى المشتبه في إصابتهم بالملاريا قبل بدء العلاج.[4] العلاج فقط على أساس الاشتباه السريري عندما يكون التشخيص الطفيلي غير ممكن.[4]

لحملات المعونة لمكافحة الملاريا تأثير إيجابي عالمي على النتائج الصحية وما بعدها.

## الأدوية
هي عملية النظر في الأدوية المضادة للملاريا قبل التركيب الكيميائي لأن هذا يرتبط مع الخصائص الهامة من كل دواء، مثل آلية العمل.

### الكينين
للكينين تاريخ طويل يمتد من بيرو، واكتشاف شجرة الكينا، والاستخدامات المحتملة لحاءها، حتى يومنا هذا. ومجموعة من المشتقات التي لا تزال تستخدم بكثرة في الوقاية من الملاريا وعلاجها. الكينين هو شبه قلوي يعمل بمثابة دورة حياة معقدات القمة للدم وضعف الجاميت ضد المتصورة النشيطة والمتصورة الوبالية. باعتباره قلويًا، فإنه يتراكم في فجوات الطعام لأنواع المتصورة، وخاصة المتصورة المنجلية. وهو يعمل عن طريق تثبيط التبلور الحيوي للهيموزوين، وبالتالي تيسير تجميع سمية للخلايا الهيم. يعتبر الكينين أقل فعالية وأكثر سمية كعامل مبيد للتشريح في الدم من الكلوروكين. ومع ذلك فإنه لا يزال فعالاً للغاية ويستخدم على نطاق واسع في علاج الحالات الحادة من المتصورة المنجلية الشديدة. وهو مفيد بشكل خاص في المناطق التي يُعرف عنها وجود مستوى عالٍ من المقاومة لتوليفات أدوية السلفا الكلوروكين والميفلوكين والسلفا مع البيريميثامين. يستخدم الكينين أيضًا في علاج ما بعد التعرض للأفراد العائدين من منطقة تتوطن فيها الملاريا.
نظام علاج الكينين معقد ويتم تحديده إلى حد كبير بمستوى مقاومة الطفيلي وسبب العلاج الدوائي (أي العلاج الحاد أو الوقاية). توصية منظمة الصحة العالمية بشأن الكينين هي 20 ملغم/كغم أول مرة و10 مجم/كجم كل ثماني ساعات لمدة خمسة أيام حيث تكون الطفيليات حساسة للكينين، مترافقة مع الدوكسيسيكلين أو التتراسيكلين أو الكليندامايسين. يمكن إعطاء الجرعات عن طريق الفم أو الوريد أو الحقن العضلي. تعتمد الطريقة الموصى بها على مدى إلحاح العلاج والموارد المتاحة (مثل الإبر المعقمة للحقن الوريدي أو العضلي).
يتسم استخدام الكينين بمتلازمة متكررة تسمى السينكونية. من أكثر الأعراض شيوعًا طنين الأذن (ضعف السمع) والطفح الجلدي والدوار والغثيان والقيء وآلام البطن. تظهر التأثيرات العصبية في بعض الحالات بسبب الخصائص السمية العصبية للدواء. يتم التوسط في هذه الإجراءات من خلال تفاعلات الكينين مما يؤدي إلى انخفاض في استثارة لوحات نهاية الخلايا العصبية الحركية. يؤدي هذا غالبًا إلى ضعف وظيفي في العصب القحفي الثامن، مما يؤدي إلى الارتباك والهذيان والغيبوبة. يمكن أن يسبب الكينين نقص سكر الدم من خلال تأثيره على تحفيز إفراز الأنسولين. يحدث هذا في الجرعات العلاجية ولذلك يُنصح بمراقبة مستويات الجلوكوز في جميع المرضى كل 4-6 ساعات. يمكن المبالغة في هذا التأثير أثناء الحمل، وبالتالي فإن العناية الإضافية في إدارة الجرعة ومراقبتها ضرورية. يمكن أن يؤدي تكرار أو زيادة الجرعة إلى الفشل الكلوي والوفاة من خلال تثبيط الجهاز التنفسي.
الكوينيماكس (بالإنجليزية: Quinimax)‏ والكوينيدين هما القلويدات المتعلقة بالكينين والأكثر شيوعا في علاج أو الوقاية من الملاريا. الكوينيماكس هو مزيج من أربعة قلويدات (كينين، كينيدين، سينشوين وسينكونيدين). وقد تبين في العديد من الدراسات أن هذا المزيج أكثر فعالية من الكينين، ويفترض أنه بسبب العمل التآزري بين مشتقات الكينا الأربعة. الكينيدين مشتق مباشر من الكينين. وهو عبارة عن إيزومر ديشتيري، وبالتالي له خصائص مضادة للملاريا مماثلة للمركب الأم. يوصى باستخدام الكينيدين فقط لعلاج حالات الملاريا الشديدة.
كانت صبغة واربورغ عبارة عن مادة طاردة للحمى طورها كارل واربورغ في عام 1834، والتي تضمنت مادة الكينين كمكون رئيسي. في القرن التاسع عشر كان معروفًا كدواء مضاد للملاريا. على الرغم من بيعه في الأصل كدواء سري، إلا أن صبغة واربورغ حظيت بتقدير كبير من قبل العديد من المهنيين الطبيين البارزين الذين اعتبروها أفضل من الكينين (على سبيل المثال. الجراح العام دبليو سي ماكلين، أستاذ الطب العسكري في كلية الطب التابعة للجيش البريطاني، نيتلي). ظهرت صبغة واربورغ في مارتنديل: مصدر الدواء الكامل من عام 1883 حتى حوالي عام 1920. تم نشر الصيغة في مجلة ذا لانسيت عام 1875.

### الكلوروكين
كان الكلوروكين حتى وقت قريب أكثر مضادات الملاريا استخدامًا. كان هذا هو النموذج الأولي الذي اشتُقت منه معظم طرق العلاج. كما أنه أقل تكلفة وأفضل اختبارًا وأكثرها أمانًا من بين جميع الأدوية المتاحة. إن ظهور سلالات طفيلية مقاومة للأدوية يقلل بسرعة من فعاليتها؛ ومع ذلك فإنه لا يزال الخيار الأول من الأدوية المفضلة في معظم بلدان أفريقيا جنوب الصحراء. يُقترح الآن أنه يتم استخدامه مع أدوية أخرى مضادة للملاريا لتوسيع نطاق استخدامه الفعال. الأدوية الشعبية التي تعتمد على فوسفات الكلوروكين (وتسمى أيضًا نيفاكوين).
الكلوروكين مركب 4-أمينوكينولون مع آلية عمل معقدة ولا تزال غير واضحة. يُعتقد أنه يصل إلى تركيزات عالية في فجوات الطفيلي، والتي بسبب طبيعتها القلوية ترفع درجة الحموضة الداخلية. لأنها تسيطر على تحويل السامة الهيم إلى هيموزوين عن طريق تثبيط التبلور الحيوي للهيموزوين، وبالتالي تسمم الطفيلي من خلال المستويات الزائدة من السمية. تشمل الآليات المحتملة الأخرى التي يمكن أن تعمل من خلالها التدخل في التخليق الحيوي للأحماض النووية الطفيلية وتشكيل مركب الكلوروكين-هام أو مركب الكلوروكين- DNA. يحتوي الكلوروكين أيضًا على تأثير كبير مضاد للحرارة ومضاد للالتهابات عند استخدامه لعلاج عدوى المتصورة النشيطة، وبالتالي قد يظل مفيدًا حتى عندما تكون المقاومة أكثر انتشارًا. وفقًا لتقرير في قسم أفريقيا جنوب الصحراء الكبرى التابع لشبكة العلوم والتنمية، هناك مقاومة قليلة جدًا للأدوية بين الأطفال المصابين بالملاريا في جزيرة مدغشقر، ولكن ما هي مقاومة الأدوية الموجودة ضد الكلوروكينين.
يجب أن يتلقى الأطفال والبالغون 25 ملغ من الكلوروكين لكل كيلوغرام على مدى ثلاثة أيام. النظام المتفوق من الناحية الدوائية الموصى به من قبل منظمة الصحة العالمية يتضمن إعطاء جرعة أولية من 10 ملغم/كغم يليه بعد 6-8 ساعات بـ 5 ملغم/كغم، ثم 5 ملغم/كغم في اليومين التاليين. للوقاية الكيميائية: 5 مجم/كجم/أسبوع (جرعة واحدة) أو 10 مجم/كجم/أسبوع مقسمة إلى ست جرعات يومية. يوصى باستخدام الكلوروكين كدواء وقائي فقط في المناطق المتأثرة فقط بالمتصورة النشيطة وسلالات المتصورة المنجلية الحساسة. تم استخدام الكلوروكين في علاج الملاريا لسنوات عديدة ولم يتم الإبلاغ عن أي آثار مسببة للإجهاض أو ماسخة خلال هذا الوقت؛ لذلك يعتبر استخدامه آمنًا جدًا أثناء الحمل. ومع ذلك، يمكن أن تحدث الحكة على مستوى لا يطاق ويمكن أن يكون الكلوروكينين عامل استفزاز لمرض الصدفية.

### هيدروكسي كلوروكوين
هيدروكسي كلوروكوين وقد اشتق في خمسينات القرن العشرين بإضافة مجموعة هيدروكسي إلى القائمة الكلوروكين، مما يجعلها أكثر قبولا من الكلوروكين في حد ذاته.

### الأموياكوين
الأموياكوين هو دواء مضاد للملاريا مشابه في هيكل وآلية عمل الكلوروكين. يميل الأمودياكين إلى أن يُعطى في مناطق مقاومة الكلوروكين بينما يفضل بعض المرضى ميله للتسبب في حكة أقل من الكلوروكين. يتوفر أمودياكين الآن في تركيبة مشتركة مع الأرتيسونات (ASAQ) وهو من بين العلاجات المركبة المكونة من مادة الأرتيميسينين التي أوصت بها منظمة الصحة العالمية. المشاركة مع سلفادوكسين = بيريميثامين غير مستحسن.
يجب إعطاء الدواء بجرعات بين 25 ملغم/كغم و35 مجم/كجم على مدى ثلاثة أيام بطريقة مماثلة لتلك المستخدمة في إعطاء الكلوروكين. تتشابه التفاعلات العكسية بشكل عام من حيث الشدة والنوع مع تلك التي تظهر في علاج الكلوروكين. بالإضافة إلى ذلك تم تسجيل بطء القلب والحكة والغثيان والقيء وبعض آلام البطن. كما شوهدت بعض الاضطرابات الدموية والكبدية في عدد قليل من المرضى.

### البيريميثامين
يستخدم البيريميثامين في علاج الملاريا غير المعقدة. وهو مفيد بشكل خاص في حالات سلالات المتصورة المنجلية المقاومة للكلوروكين عندما يقترن بالسلفادوكسين. وهو يعمل عن طريق تثبيط اختزال ثنائي هيدروفولات في الطفيلي وبالتالي منع التخليق الحيوي للبيورينات والبيريميدين، وبالتالي إيقاف عمليات تكرار الحمض النووي وانقسام الخلايا والتكاثر. يستخدم في الوقت الحاضر فقط بالتنسيق مع السلفوناميد.

### البروغوانيل
بروغوانيل (كلوروجوانيد) هو بغوانيد [الإنجليزية] مشتق اصطناعي من بيريميدين. تم تطويره في عام 1945 من قبل مجموعة أبحاث بريطانية لمكافحة الملاريا. لديه العديد من آليات العمل ولكن يتم التوسط في المقام الأول من خلال التحويل إلى المستقلب النشط سيكلوجوانيل. هذا يثبط إنزيم اختزال ثنائي هيدروفولات الملاريا. كان تأثيره الأكثر بروزًا على مراحل الأنسجة الأولية من المتصورة المنجلية والمتصورة النشيطة والمتصورة البيضوية. ليس له تأثير معروف ضد المتصورة لذلك لا يستخدم في الوقاية من الانتكاس. له نشاط قاتل للمرض ضعيف في الدم ولا ينصح به لعلاج العدوى الحادة. ومع ذلك فهو مفيد في الوقاية عند دمجه مع أتوفاكون أو الكلوروكين (في المناطق التي لا توجد فيها مقاومة للكلوروكين). 3 ملغ/كغ هي الجرعة الموصى بها في اليوم (ومن ثم فإن الجرعة التقريبية للبالغين هي 200 ملغ). يشير ملف الحرائك الدوائية للعقاقير إلى أن نصف جرعة مرتين يوميًا تحافظ على مستويات البلازما بمستوى أعلى من الاتساق، مما يوفر مستوى أعلى من الحماية. لا توفر تركيبة البروجوانيل والكلوروكين حماية فعالة ضد السلالات المقاومة من المتصورة المنجلية. هناك عدد قليل جدًا من الآثار الجانبية للبروغوانيل، مع تساقط خفيف للشعر وتقرحات في الفم يتم الإبلاغ عنها أحيانًا بعد الاستخدام الوقائي. يتم تسويق بروغوانيل هايدروكلورايد (بالإنجليزية: Proguanil hydrochloride)‏ على أنه بالودرين (بالإنجليزية: Paludrine)‏ بواسطة آسترازينيكا.

### السلفادوكسين
السلفادوكسين والسلفاميثوكسيبيريدازين مثبطات محددة لإنزيم الديهيدروتيروات في مسار تخليق رباعي الهيدروفولات لطفيليات الملاريا. هم النظير الهيكلية لدواء البابا (PABA)، وتتنافس مع هذا الدواء لمنع تحولها إلى حمض الديهيدروفولات. تعمل السلفوناميدات على مراحل من دورة الكريات الحمر (اللاجنسي). عندما تُعطى السلفوناميدات وحدها لا تكون فعالة في علاج الملاريا ولكن الإدارة المشتركة مع مضاد الفولات بيريميثامين، وهو الأكثر شيوعًا بجرعة ثابتة من سلفادوكسين بيريميثامين (فانسيدار)، ينتج عنه تأثيرات تآزرية كافية لعلاج السلالات الحساسة من الملاريا.
لا يُنصح باستخدام السلفوناميدات للوقاية الكيميائية بسبب تفاعلات جلدية نادرة ولكنها شديدة. ومع ذلك يتم استخدامه بشكل متكرر للحلقات السريرية للمرض.

### الميفلوكين
تم تطوير الميفلوكين خلال حرب فيتنام وهو مرتبط كيميائياً بالكينين. تم تطويره لحماية القوات الأمريكية من المتصورة المنجلية المقاومة للأدوية المتعددة. يُعتقد أنه يعمل عن طريق تكوين مجمعات الهيم السامة التي تدمر فجوات الطعام الطفيلية. الميفلوكين فعال في الوقاية والعلاج الحاد. يتم استخدامه الآن فقط للوقاية من السلالات المقاومة من المتصورة المنجلية (عادةً ما يتم دمجها مع الأرتيسونات) على الرغم من فعاليتها ضد المتصورة النشيطة والمتصورة البيضية والمتصورة المارلارية. يجب استخدام تركيبات الكلوروكين/البروغوانيل أو دواء سلفا وبيريميثامين في جميع حالات عدوى البلازموديا الأخرى.
تعتبر شركة (بالإنجليزية: Roche Pharmaceuticals)‏ المُصنِّع التجاري الرئيسي لعلاج الملاريا المستند إلى الميفلوكين، حيث تقوم بتسويق الدواء تحت الاسم التجاري لاريام (بالإنجليزية: Lariam)‏. وهو علاج غالي الثمن إلى حد ما بحوالي ثلاثة يورو لكل قرص (تسعير عام 2000).
يُوصى بجرعة 15-25 ملجم/كجم اعتمادًا على معدل انتشار مقاومة الميفلوكين. ترتبط الجرعة الزائدة بمستوى أكبر من عدم التحمل، وبشكل ملحوظ عند الأطفال الصغار؛ مع الدواء الذي يسبب القيء والتهاب المريء. لم يوصى باستخدامه خلال الأشهر الثلاثة الأولى، على الرغم من اعتباره آمنًا خلال الثلث الثاني والثالث من الحمل؛ ومع ذلك في أكتوبر 2011 غيرت مراكز السيطرة على الأمراض والوقاية منها (CDC) توصيتها ووافقت على استخدام ميفلوكين للوقاية من الملاريا وعلاجها في جميع مراحل الحمل، بعد أن غيرت إدارة الغذاء والدواء (FDA) تصنيفها من س إلى ب. ميفلوكين كثيرا ما يسبب آثارا جانبية تشمل الغثيان والقيء والاسهال وآلام البطن والدوخة. تم إجراء العديد من الارتباطات مع الأحداث العصبية، وهي اضطراب القلق والاضطرابات العاطفية والقلق والهلوسة واضطرابات النوم والذهان والاعتلال الدماغي السام والتشنجات والهذيان. تم تسجيل تأثيرات القلب والأوعية الدموية مع بطء القلب وعدم انتظام ضربات القلب باستمرار في 68% من المرضى الذين عولجوا بالميفلوكين (في دراسة واحدة في المستشفى).
لا يمكن تناول الميفلوكين إلا لمدة تصل إلى ستة أشهر بسبب الآثار الجانبية. بعد ذلك يجب تناول أدوية أخرى (مثل تلك التي تعتمد على بالودرين/نيفاكوين) مرة أخرى.

## المقاومة
تم تعريف مقاومة الأدوية المضادة للملاريا على أنها: «قدرة الطفيلي على البقاء و/أو التكاثر على الرغم من إعطاء الدواء وامتصاصه بجرعات مساوية أو أعلى من تلك الموصى بها عادة ولكن في حدود تحمل المريض. يجب أن يتمكن الدواء المعني من الوصول إلى الطفيلي أو خلايا الدم الحمراء المصابة طوال الفترة الزمنية اللازمة لعمله الطبيعي». مقاومة الأدوية المضادة للملاريا شائعة. في معظم الحالات، يشير هذا إلى الطفيليات التي تظل تتبع العلاج الذي تمت ملاحظته؛ وبالتالي فإنه يستبعد جميع الحالات التي فشلت فيها الوقاية من الملاريا. أجل تعريف الحالة على أنها مقاومة، يجب أن يكون المريض المعني قد تلقى علاجًا معروفًا وملاحظًا مضادًا للملاريا بينما تتم مراقبة تركيزات الدواء والمستقلب في الدم بشكل متزامن؛ تشمل التقنيات المستخدمة لإثبات ذلك اختبار النماذج في الجسم الحي، والمختبر، وعلى الحيوانات، والتقنيات الجزيئية المطورة حديثًا.
غالبًا ما تستخدم الطفيليات المقاومة للأدوية لتفسير فشل علاج الملاريا. ومع ذلك، فهما سيناريوهان سريريان مختلفان للغاية. إن الفشل في إزالة الطفيليات من الدم والتعافي من نوبة سريرية حادة عند إعطاء العلاج المناسب هو مقاومة لمضادات الملاريا في شكلها الحقيقي. قد تؤدي مقاومة الأدوية إلى فشل العلاج، لكن فشل العلاج ليس بالضرورة بسبب مقاومة الأدوية على الرغم من المساعدة في تطويرها. يمكن إشراك العديد من العوامل في العمليات بما في ذلك مشاكل عدم الامتثال والالتزام، وسوء جودة الدواء، والتفاعلات مع الأدوية الأخرى، وسوء الامتصاص، والتشخيص الخاطئ، وإعطاء الجرعات غير الصحيحة. تساهم غالبية هذه العوامل أيضًا في تطوير مقاومة الأدوية.
يمكن أن يكون توليد المقاومة معقدًا ويختلف بين أنواع المتصورات. من المقبول عمومًا أن يبدأ في المقام الأول من خلال طفرة عفوية توفر بعض الفوائد التطورية، مما يمنح مضادات الملاريا المستخدمة مستوى منخفضًا من الحساسية. يمكن أن يحدث هذا بسبب طفرة نقطة واحدة أو طفرات متعددة. في معظم الحالات، تكون الطفرة قاتلة للطفيلي أو يؤدي ضغط الدواء إلى إزالة الطفيليات التي تظل عرضة للإصابة، ولكن بعض الطفيليات المقاومة ستبقى على قيد الحياة. يمكن أن تصبح المقاومة راسخة داخل مجتمع طفيلي، موجود لفترات طويلة من الزمن.
طور البلازموديوم مقاومة ضد الأدوية المركبة من مضادات الفولات، وأكثرها استخدامًا هو سلفادوكسين وبيريميثامين. يُعتقد أن طفرتين جينيتين مسؤولتان، مما يسمح بإعاقة تآزرية لإنزيمين مشاركين في تخليق الفولات. الاختلافات الإقليمية لطفرات معينة تعطي مستويات مختلفة من المقاومة.
يوصى باستخدام أتوفاكوين فقط مع مركب آخر مضاد للملاريا لأن اختيار الطفيليات المقاومة يحدث بسرعة كبيرة عند استخدامه في العلاج الأحادي. يُعتقد أن المقاومة تنشأ من طفرة أحادية النقطة في الترميز الجيني للسيتوكروم ب.

### انتشار المقاومة
لا يوجد عامل واحد يمنح أكبر قدر من التأثير على انتشار مقاومة الأدوية، ولكن تم الاعتراف بعدد من الأسباب المعقولة المرتبطة بالزيادة. وتشمل هذه الجوانب الاقتصادية، والسلوك البشري، والحركية الدوائية، وبيولوجيا النواقل والطفيليات.
يتم فحص الأسباب الأكثر تأثيرًا أدناه:
1. تعتمد التأثيرات البيولوجية على قدرة الطفيليات على البقاء على قيد الحياة بوجود مضاد للملاريا وبالتالي تمكين استمرار المقاومة وإمكانية انتقال المزيد على الرغم من العلاج. في الظروف العادية، يتم تدمير أي طفيليات تستمر بعد العلاج من قبل الجهاز المناعي للمضيف، وبالتالي فإن أي عوامل تعمل على الحد من القضاء على الطفيليات يمكن أن تسهل تطوير المقاومة. يحاول هذا تفسير الاستجابة الضعيفة المرتبطة بالأفراد الذين يعانون من نقص المناعة والنساء الحوامل والأطفال الصغار.
2. كانت هناك أدلة تشير إلى أن مجموعات معينة من الطفيليات والناقلات يمكن أن تعزز أو تمنع انتقال الطفيليات المقاومة، مما يتسبب في مناطق مقاومة «تشبه الجيب».
3. يمكن أن يؤدي استخدام مضادات الملاريا المطورة من مركبات كيميائية أساسية مماثلة إلى زيادة معدل تطور المقاومة، على سبيل المثال المقاومة المتصالبة للكلوروكين والأميوداكين، واثنين من 4-aminoquinolones وميفلوكين يمنحان المقاومة للكينين والهالوفانترين. قد تقلل هذه الظاهرة من فائدة العلاجات المطورة حديثًا قبل الاستخدام على نطاق واسع.
4. يمكن زيادة المقاومة لمضادات الملاريا من خلال عملية موجودة في بعض أنواع المتصورات، حيث تم عرض درجة من اللدونة المظهرية، مما يسمح بالتطور السريع لمقاومة دواء جديد، حتى لو لم يكن العقار قد تم اختباره مسبقًا.
5. الحرائك الدوائية لمضاد الملاريا المختار هي المفتاح؛ إن قرار اختيار نصف عمر طويل على الدواء الذي يتم استقلابه بسرعة أمر معقد ولا يزال غير واضح. تتطلب الأدوية ذات عمر النصف الأقصر إعطاءًا أكثر تواترًا للحفاظ على تركيزات البلازما الصحيحة، وبالتالي من المحتمل أن تسبب المزيد من المشاكل إذا كانت مستويات الالتزام والامتثال غير موثوقة، ولكن الأدوية طويلة الأمد يمكن أن تزيد من تطور المقاومة بسبب فترات طويلة من تركيز الدواء المنخفض.
6. تعتبر الحرائك الدوائية لمضادات الملاريا مهمة عند استخدام العلاج المركب. مجموعات الأدوية غير المتطابقة، على سبيل المثال وجود فترة «غير محمية» حيث يهيمن دواء واحد يمكن أن تزيد بشكل خطير من احتمالية اختيار الطفيليات المقاومة.
7. من الناحية البيئية، هناك صلة بين مستوى الانتقال وتطور المقاومة، ولكن هذا لا يزال غير واضح في الوقت الحالي.
8. يمكن أن يكون لنظام العلاج الموصوف تأثير كبير على تطور المقاومة. يمكن أن يشمل ذلك تناول الدواء والجمع والتفاعلات بالإضافة إلى الخصائص الدوائية والديناميكية للدواء.